# Ninja (Six Flags Magic Mountain)

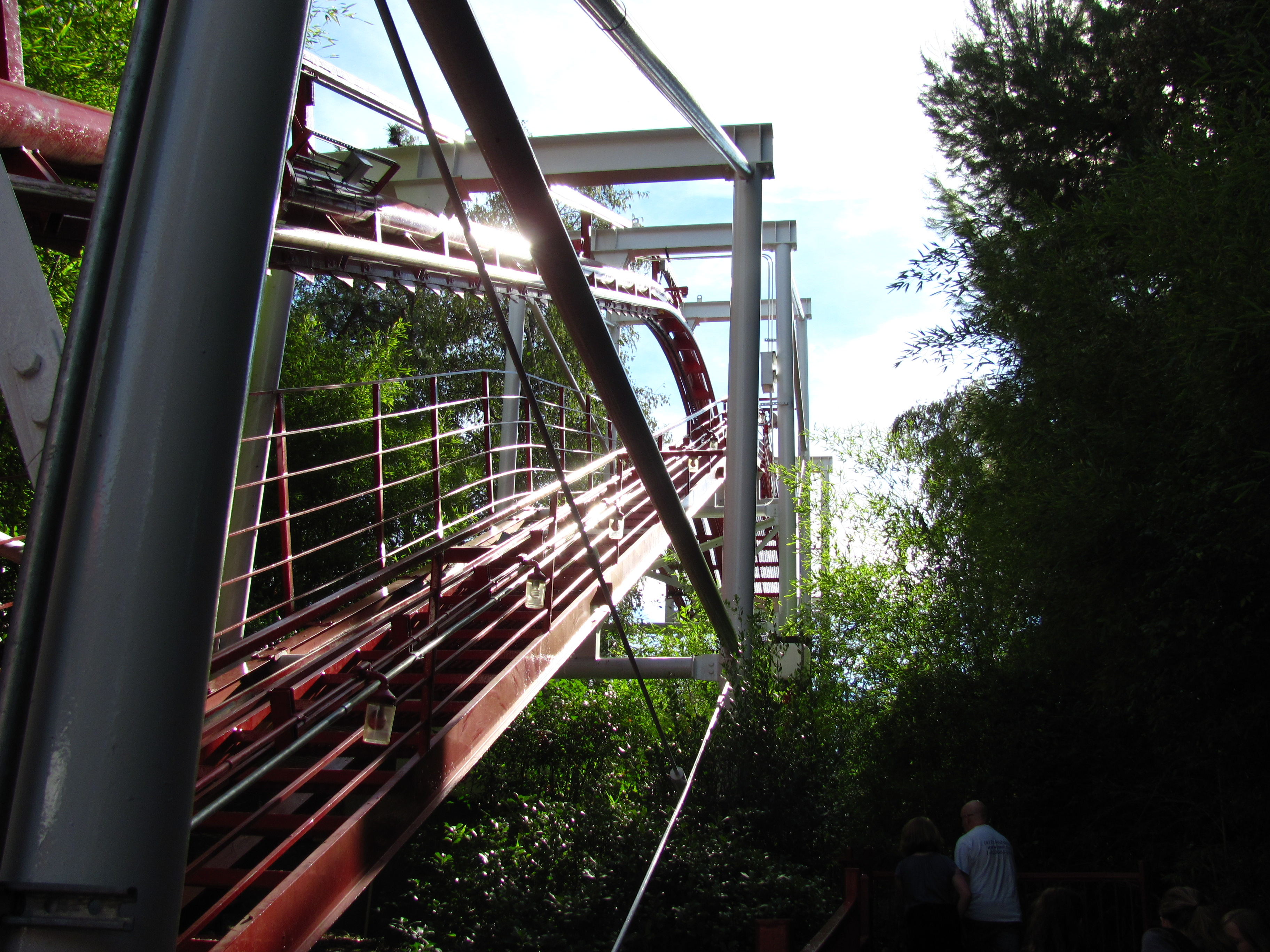
una delle 2 salite del coaster

Ninja è una montagna russa del parco divertimenti statunitense Six Flags Magic Mountain. È posizionata sulla collina centrale del parco, è stato inaugurato nel 1988. Alla sua apertura la montagna russa è diventata la più veloce della sua tipologia, record che adesso è condiviso con Vortex al Canada's Wonderland, modello analogo ma con tracciato differente.

## Storia
La montagna russa ha avuto un costo complessivo di circa 6 milioni di dollari. Il suo modello è stato introdotto nel 1981 nel parco Kings Island dell'Ohio. il prototipo, nominato "The Bat", chiuse nel 1983 a causa di problemi tecnici e dell'errore della ditta costruttrice, la Arrow Dynamics, di non aver inclinato le sezioni curve, ponendo molto stress a causa dei treni in passaggio.

## Esperienza
Dopo la prima salita di 18 metri, il treno effettua una discesa e inizia la corsa tra gli alberi passando vicino alla Log Flume del parco. La velocità massima che viene raggiunta è di circa 88,5 chilometri all'ora. il tracciato termina con i freni e con la seconda salita che riporta alla stazione.

## Dati tecnici
Ninja presenta una lunghezza di circa 823 metri, e un'altezza di 18 metri calcolando la prima salita. Opera con 3 treni, che con 7 vagoni possono trasportare 1600 ospiti all'ora. La velocità massima raggiunta è di 88,5 km/h. i vagoni possono oscillare fino a un massimo di 100 gradi

## Incidenti
Nel 2008 un ventenne entrò in un'area vietata e venne investito da uno dei treni. Morì il giorno dopo.
Nel 2014 degli alberi caddero sul tracciato, facendo deragliare il primo vagone di un treno. 6 persone finirono in ospedale e il Ninja venne chiuso. L'attrazione riaprì 12 giorni dopo l'incidente.